# Мянття-Вілппула
Мянття—Вілппула  (фін. Mänttä-Vilppula)  — місто в провінції Пірканмаа Фінляндія.
Раніше муніципалітет Мянття, 1 січня 2009 було об'єднане з муніципалітетом Вілппула. Населення на 2008 рік становило  – 6 341.